# Biserica de lemn din Schela-Cornet

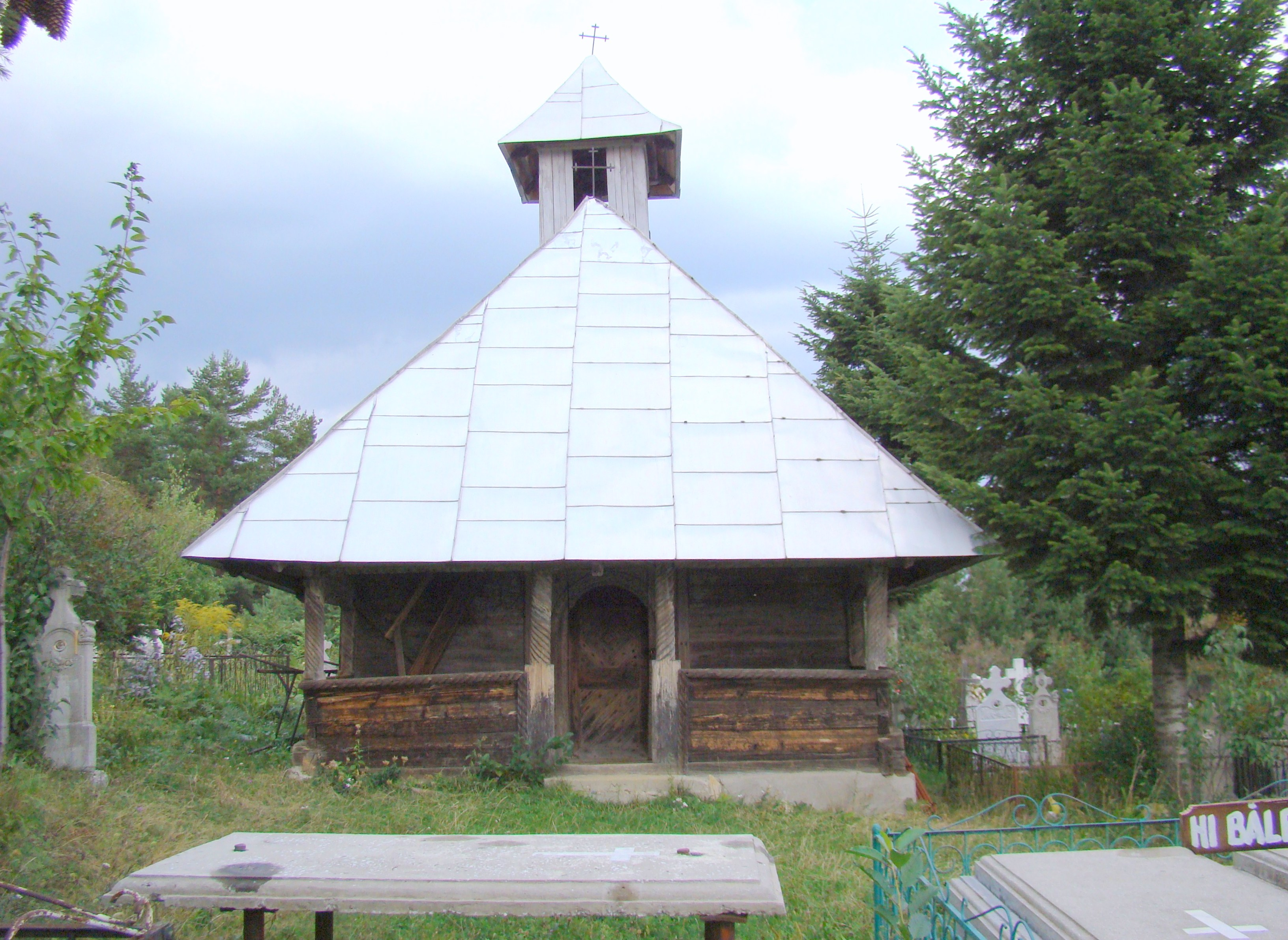
Biserica de lemn „Sfântul Nicolae” din Schela-Cornetu, comuna Schela, județul Gorj, foto: septembrie 2009.

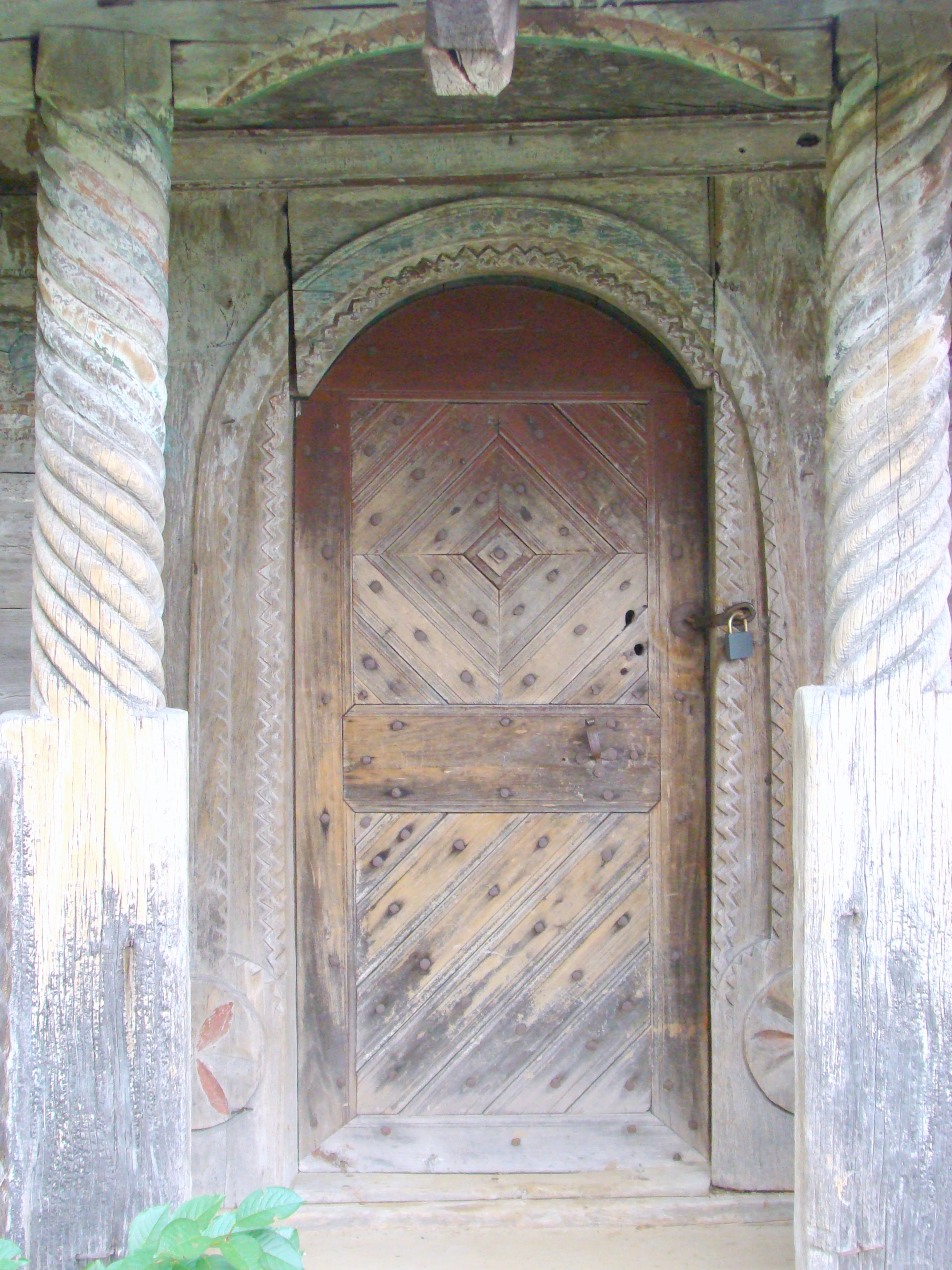
Portalul exterior cu chenare în dinte de lup și în dublu zigzag

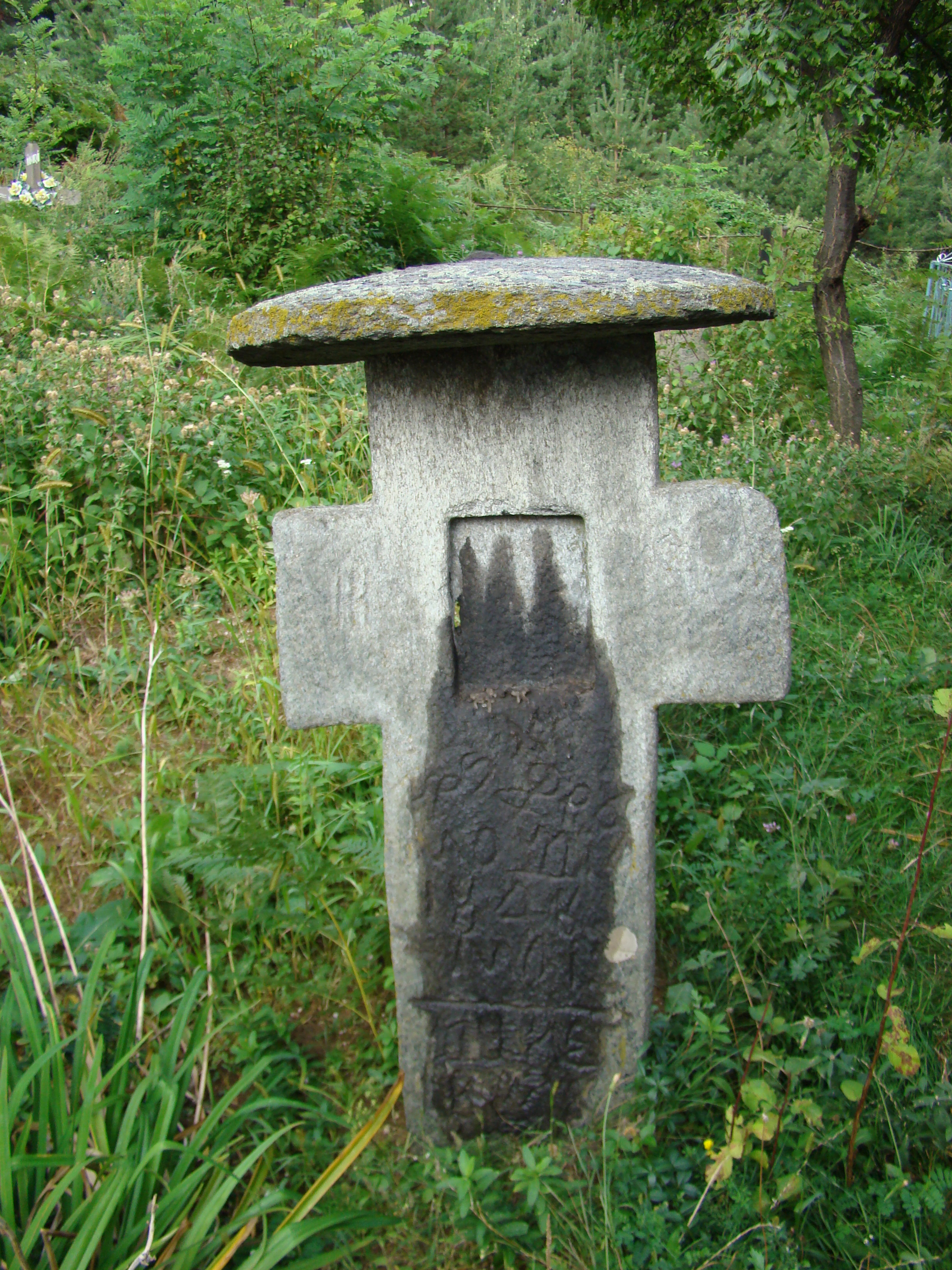
Cruce veche de piatră

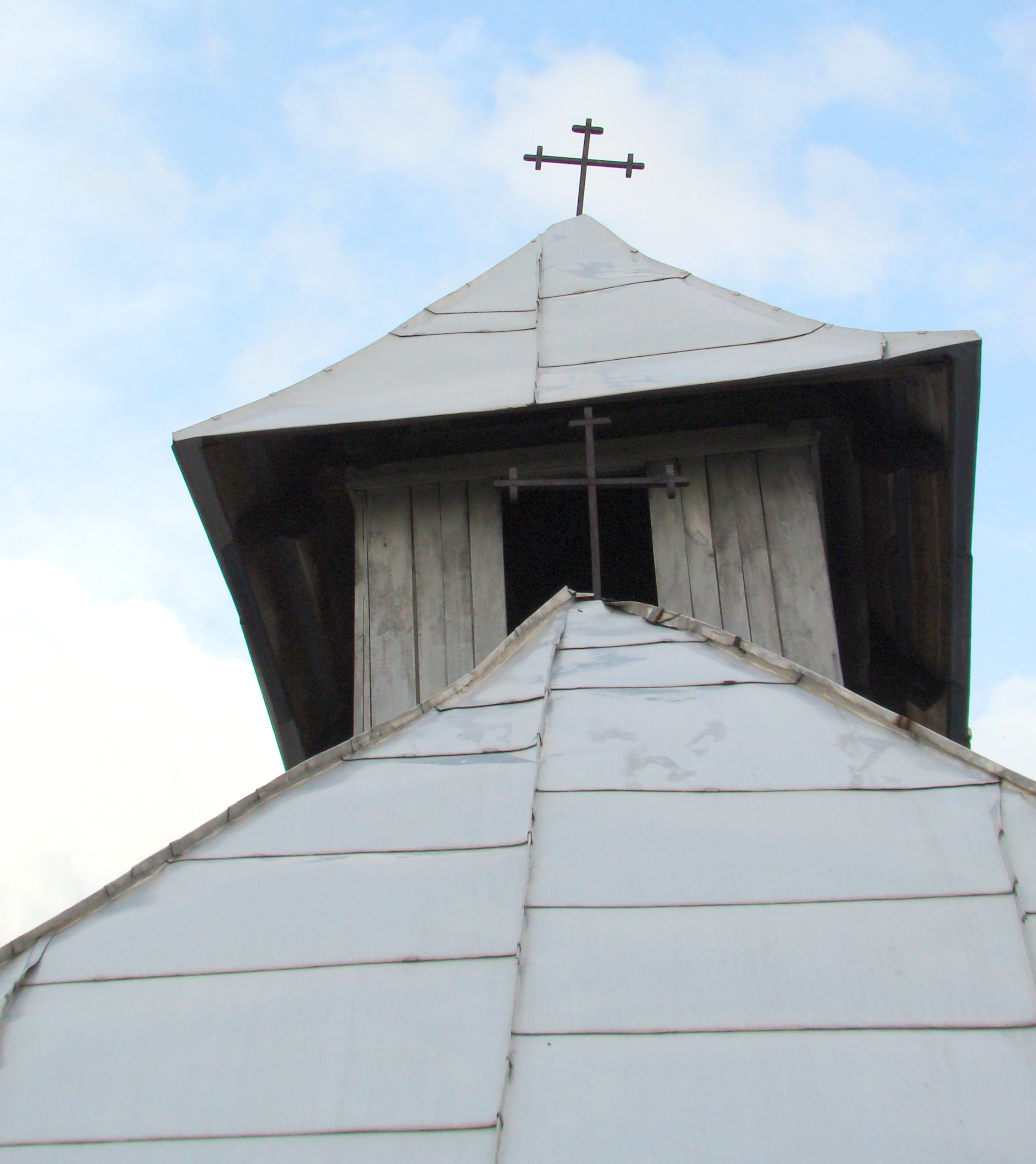
Miniclopotnița

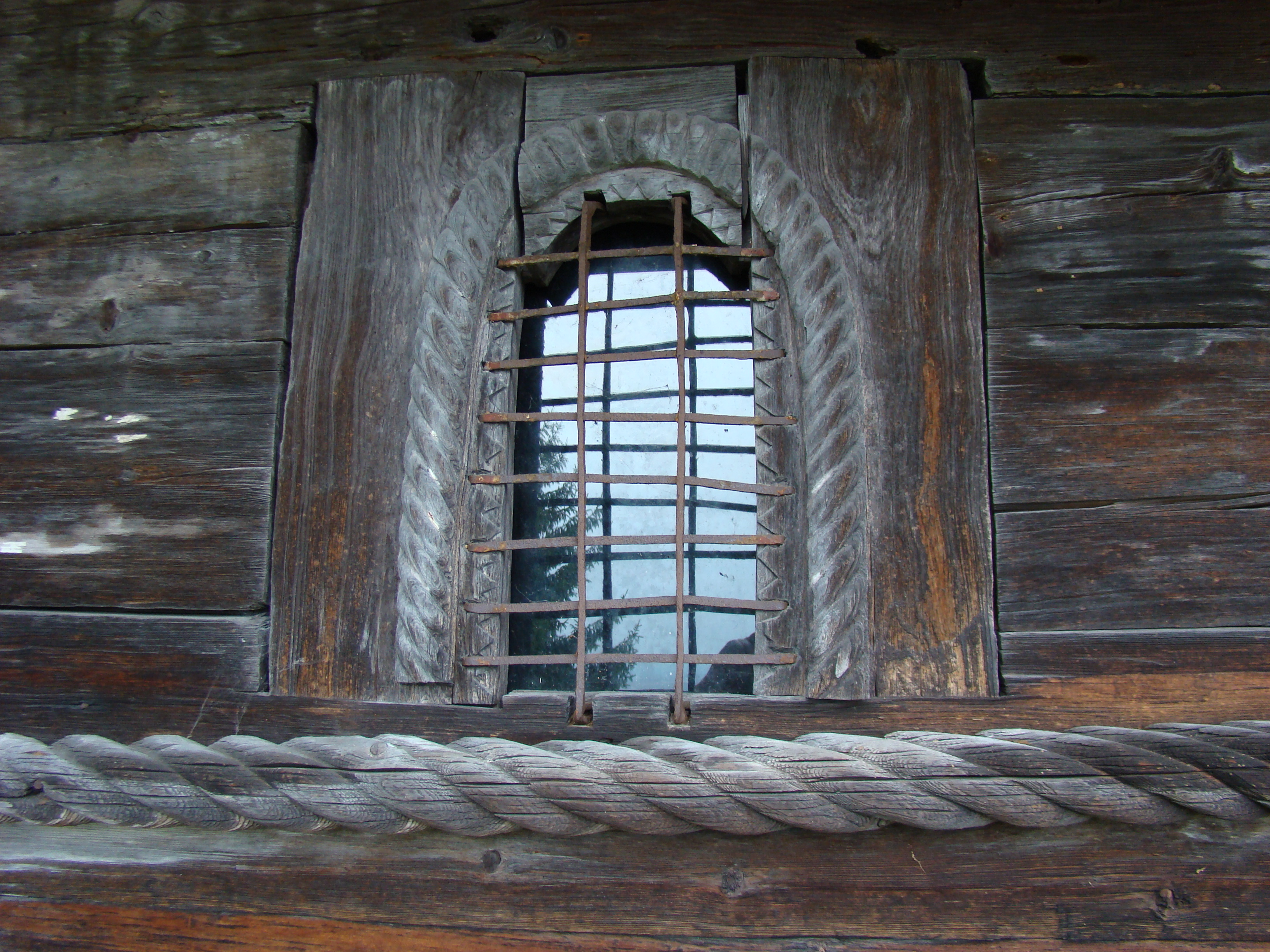
Fereastră în peretele de sud al navei, cu o ramă lată, împodobită cu un profil în frânghie şi un chenar în dinte de lup

Biserica de lemn din Schela-Cornetu, comuna Schela, județul Gorj, a fost construită în 1829. Are hramul „Sfântul Nicolae” (6 decembrie). Biserica nu se află pe noua listă a monumentelor istorice.

## Istoric și trăsături
Biserica datează din anul 1829, iar catagrafia din anul 1840 indica și data sfințirii, 5 decembrie, în ajun de hram. Ctitorii au fost Dinu Hârș, Dumitru Beuran, Barbu Balmâși și Alex.Moșilă.
Planul pereților înscrie o navă dreptunghiulară (7,78m/5,40m), altarul fiind decroșat, poligonal, cu cinci laturi. Temelia, așezată înițial direct pe pământ, a rămas așa doar pe latura nordică, pe celelate laturi fiind adăugate pietre, datorită terenului alunecos al dealului pe care a fost ridicată. Pe latura sudică înălțimea stratului de piatră ajunge la 0,70 m.
Cadrele intrărilor sunt sculptate; din soclu pornesc chenare în dinte de lup și în dublu zigzag. Acoperișul, inițial de șindrilă, în prezent din tablă, cu pante mari, rotunjite pe vest și est, a fost străpuns de o miniclopotniță peste pronaos, posibil în timpul renovării de la 1856. Spațiul interior este acoperit printr-o boltă semicilindrică, comună navei.
Pictura altarului, cu Sfinții Părinți și Maria Platitera pe tron, străjuită de arhangheli (pe boltă) datează de la 1829. Tot de atunci datează și pictura tâmplei cu icoane mari împărătești și panouri decorate cu flori. Autorul picturii de la 1829 ar putea fi Constandin din Bălești.
În timpul renovărilor de la 1856, biserica a primit un surplus de pictură, între care un tablou votiv al ctitorilor: „Nicolae sin Barbu” și „Floarea, soția sa”. Pictura exterioară, de pe peretele vestic, realizată pe pânză, este puternic deteriorată.

## Imagini din exterior

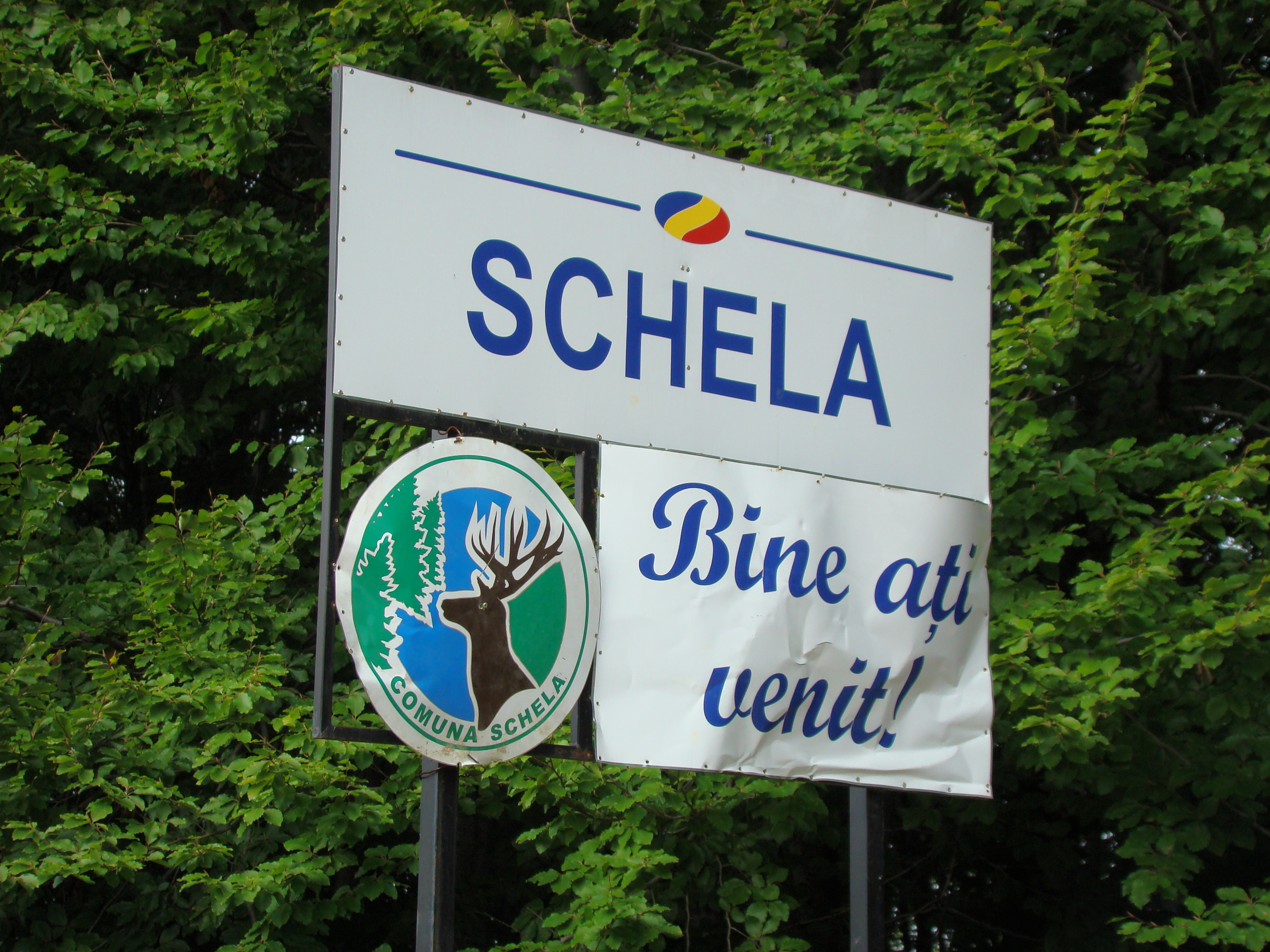
Intrarea în localitate
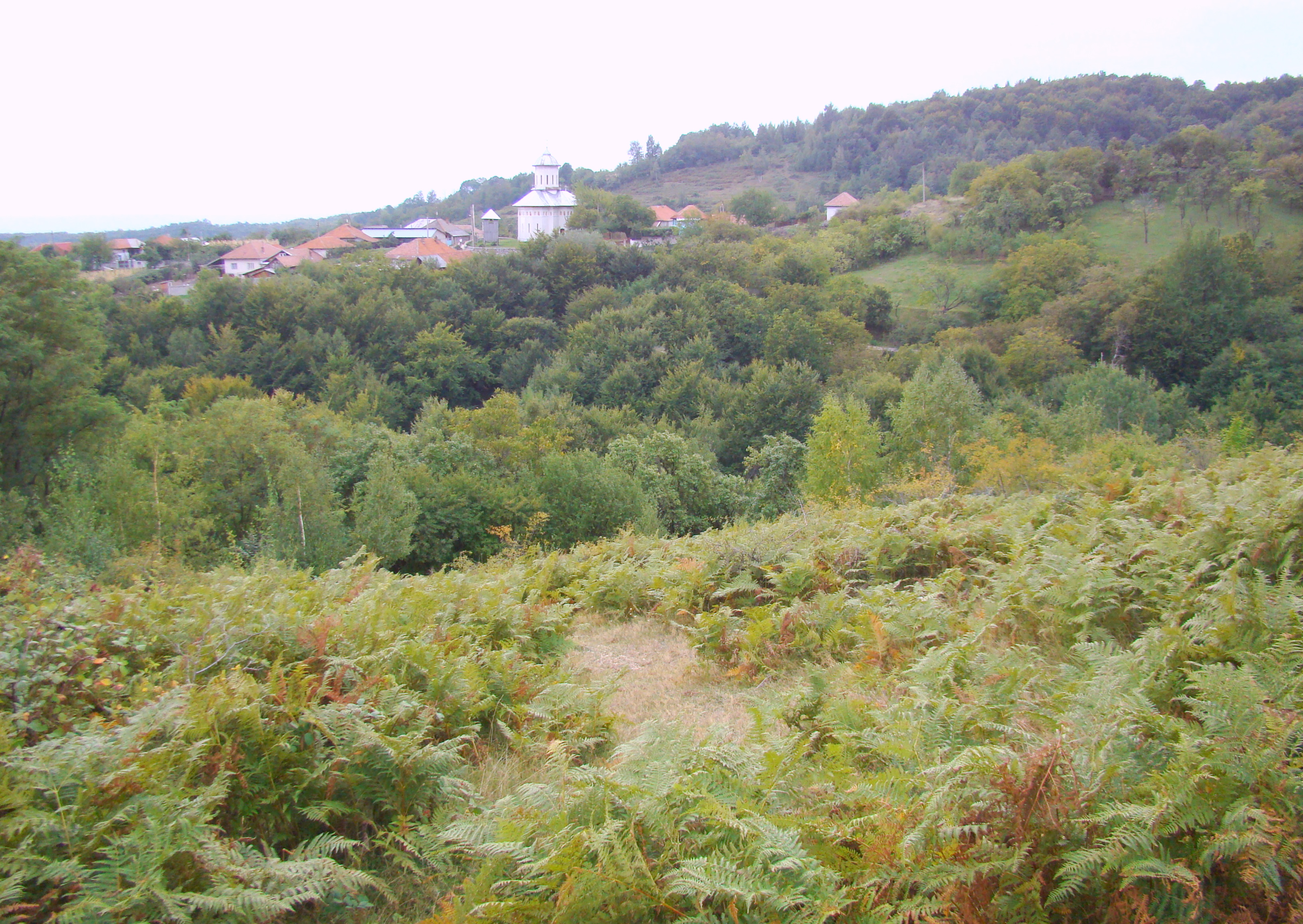
Împrejurimi
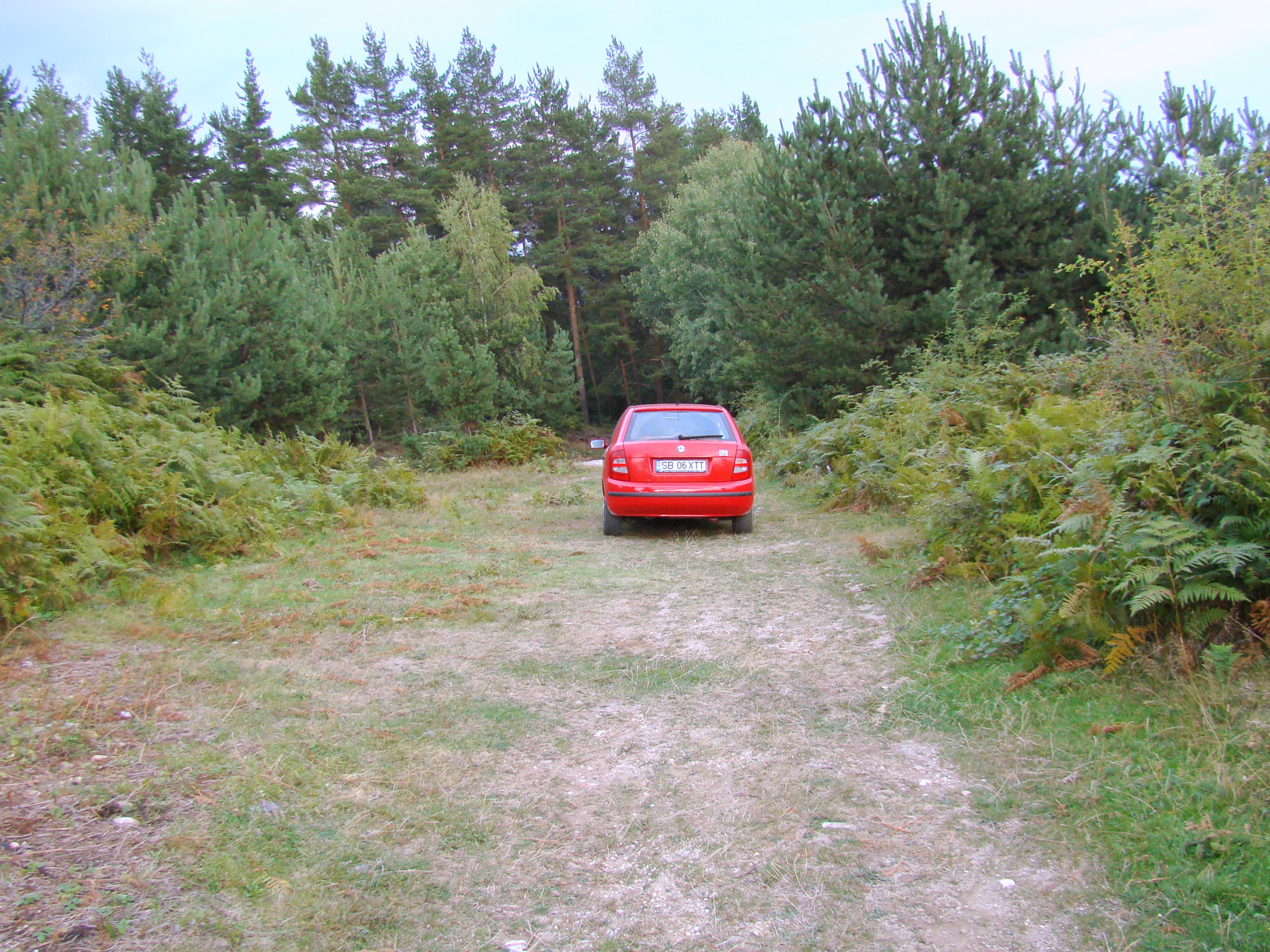
Drumul spre biserică
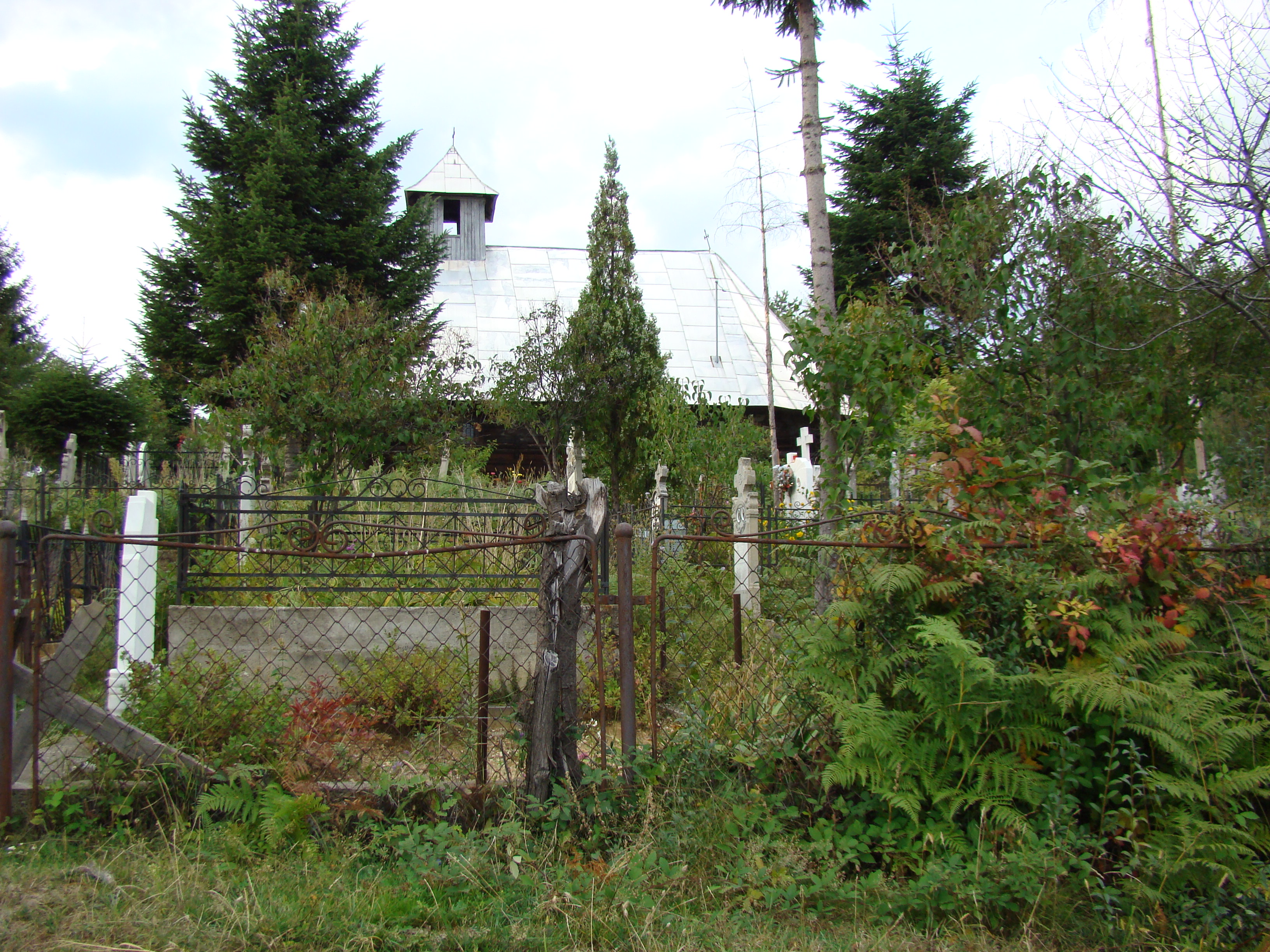
Biserica şi cimitirul
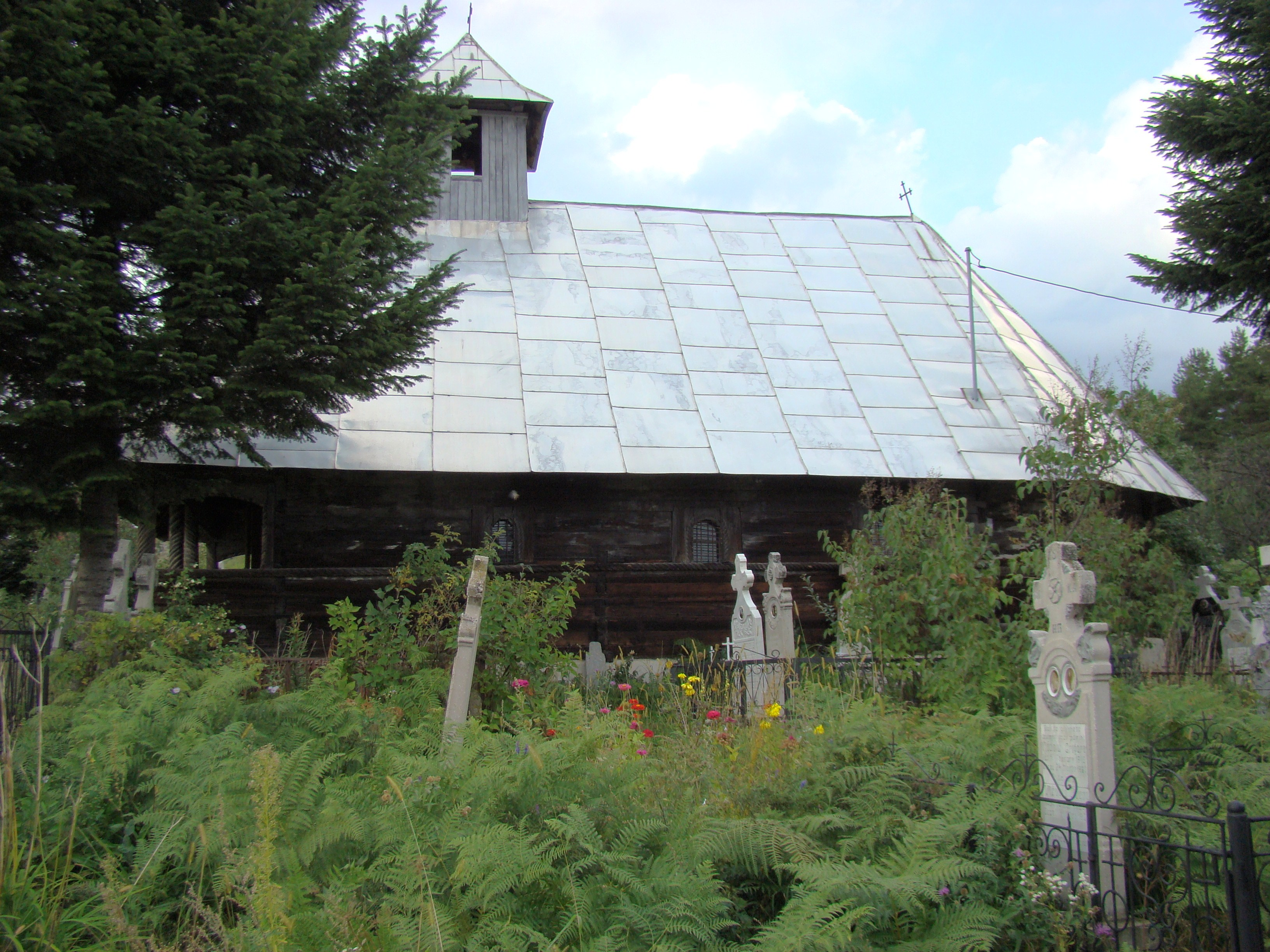
Biserica (sud)
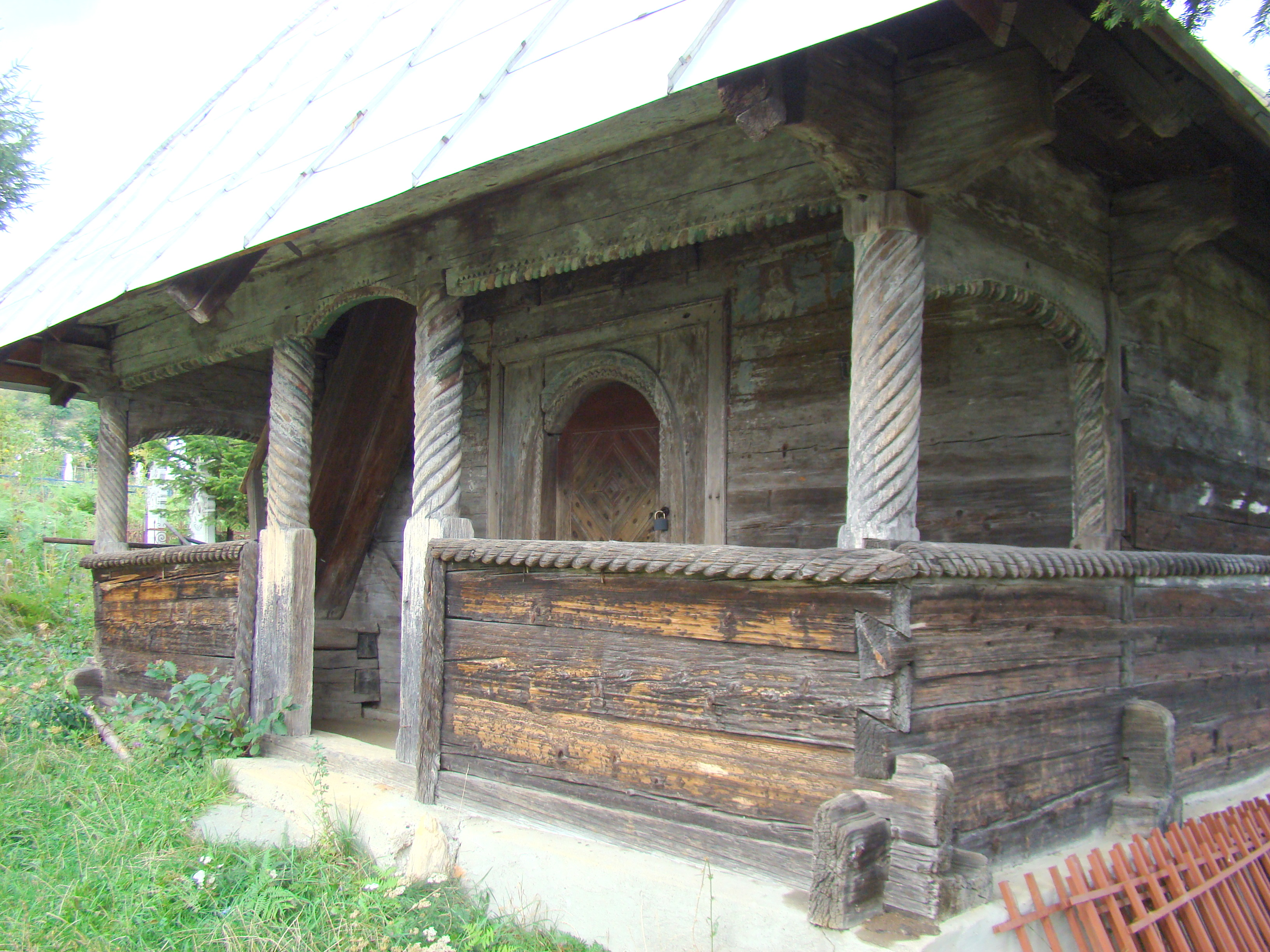
Prispa
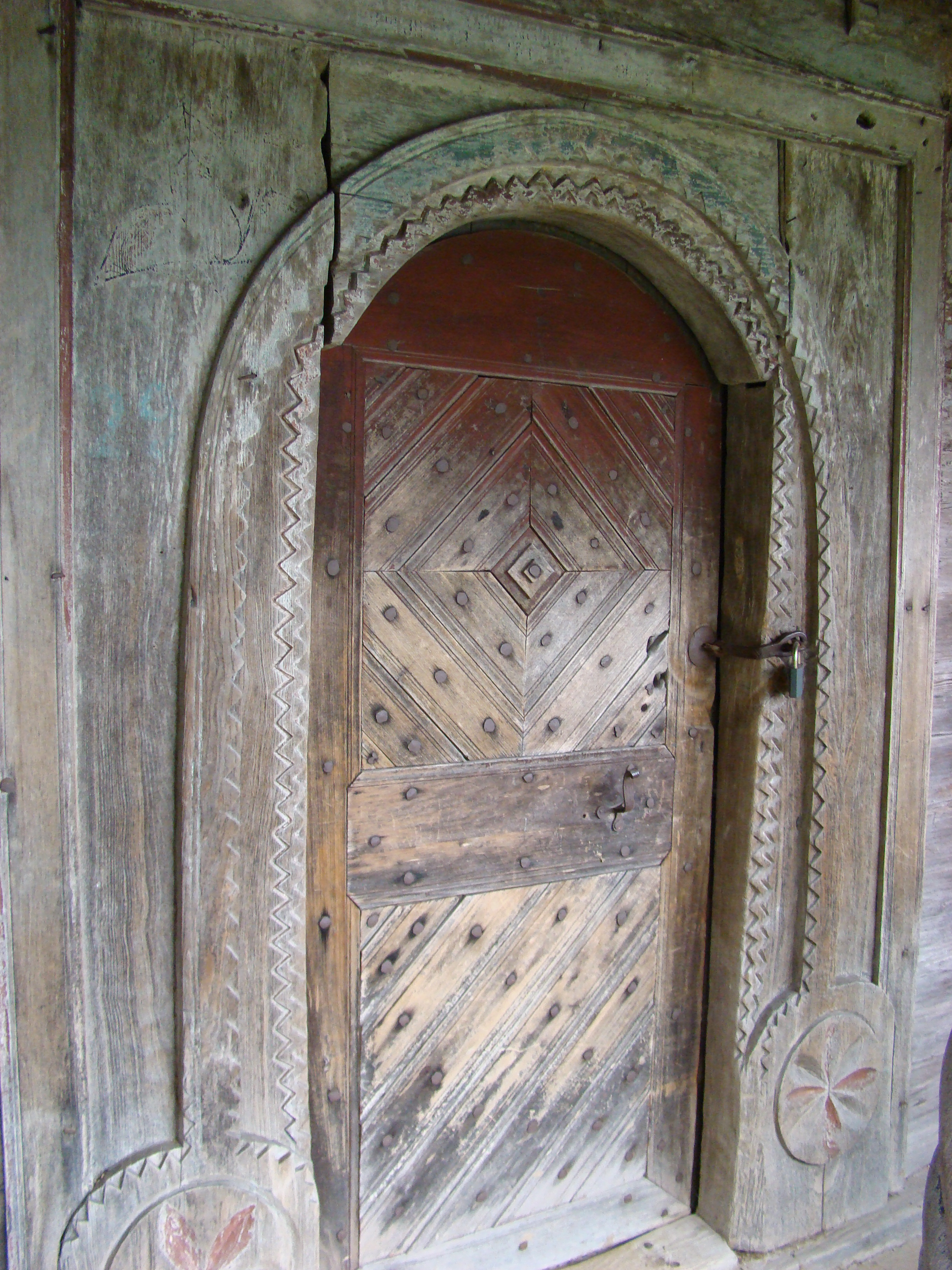
Ancadramentul intrării
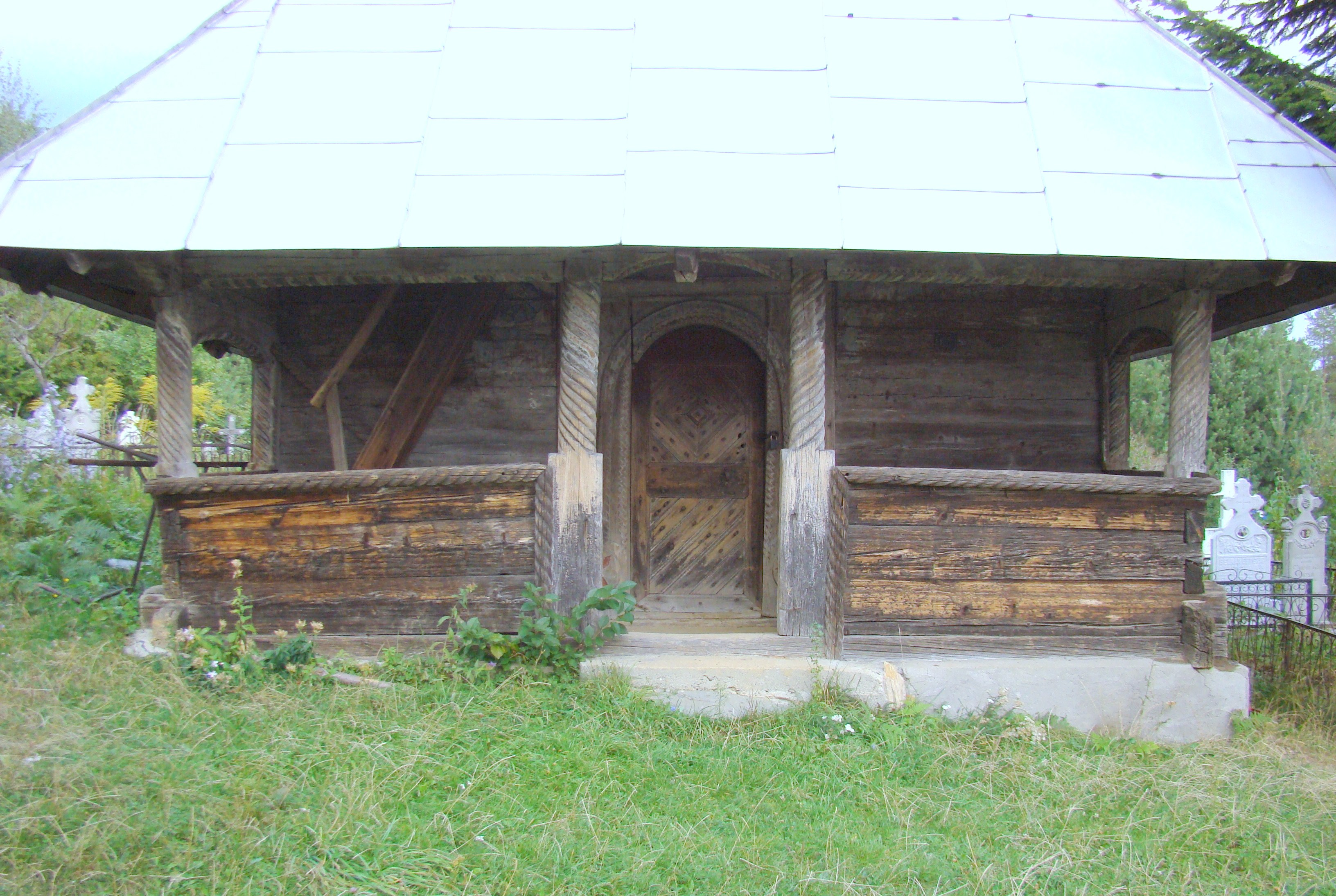
Prispa
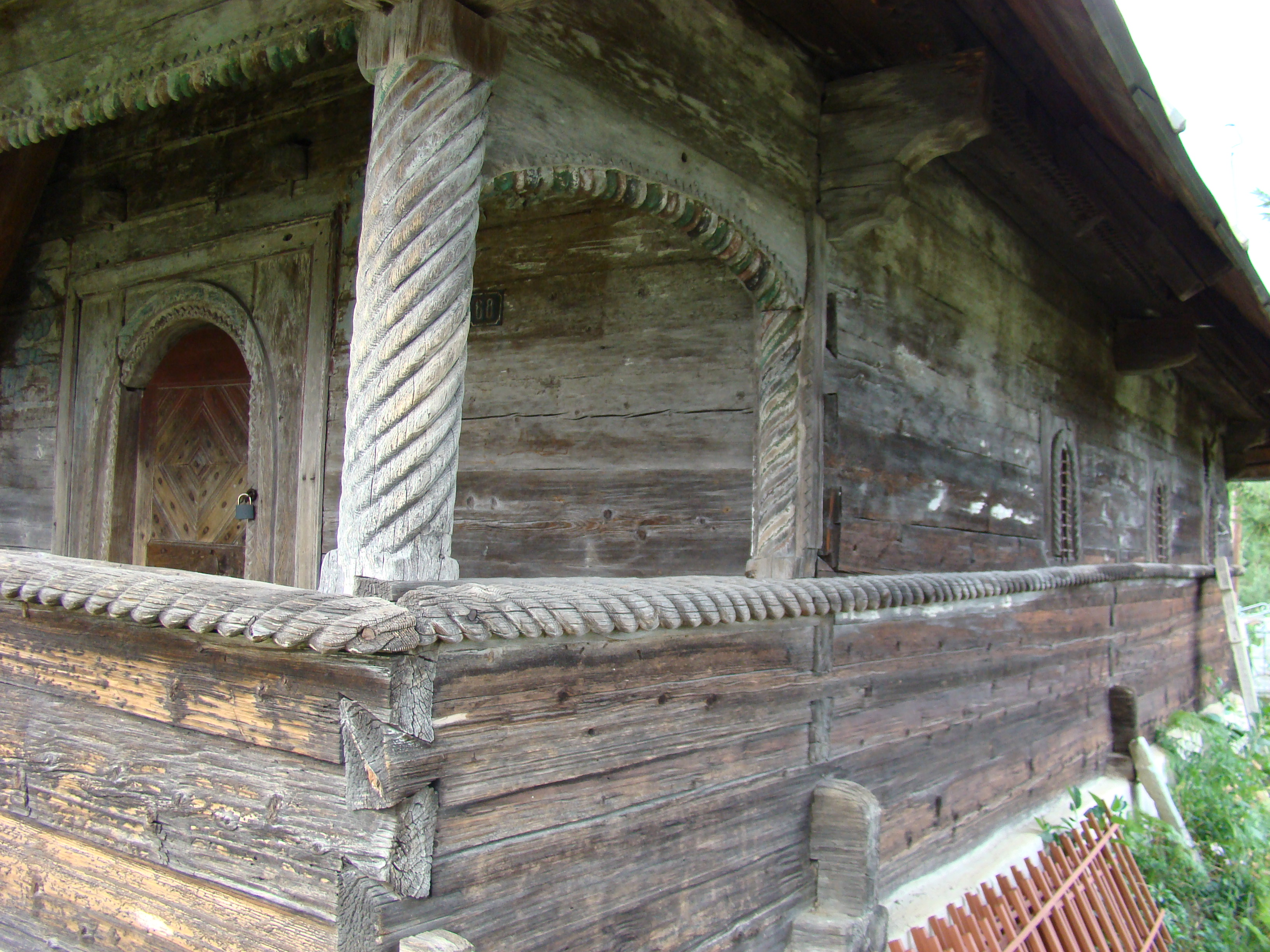
Latura de sud (se văd o parte din fruntarele prispei, pe stâlpi în torsadă)
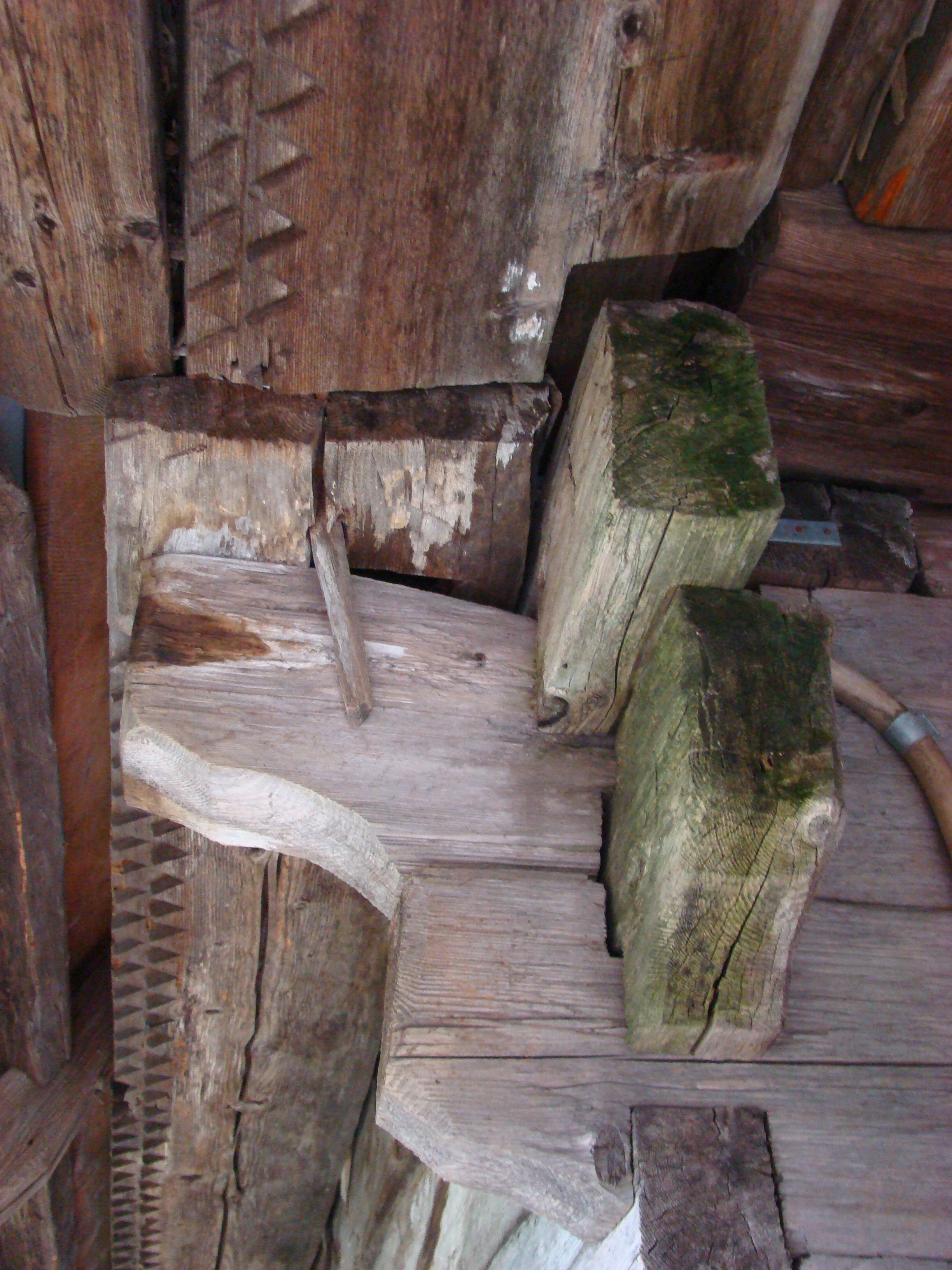
Consolă
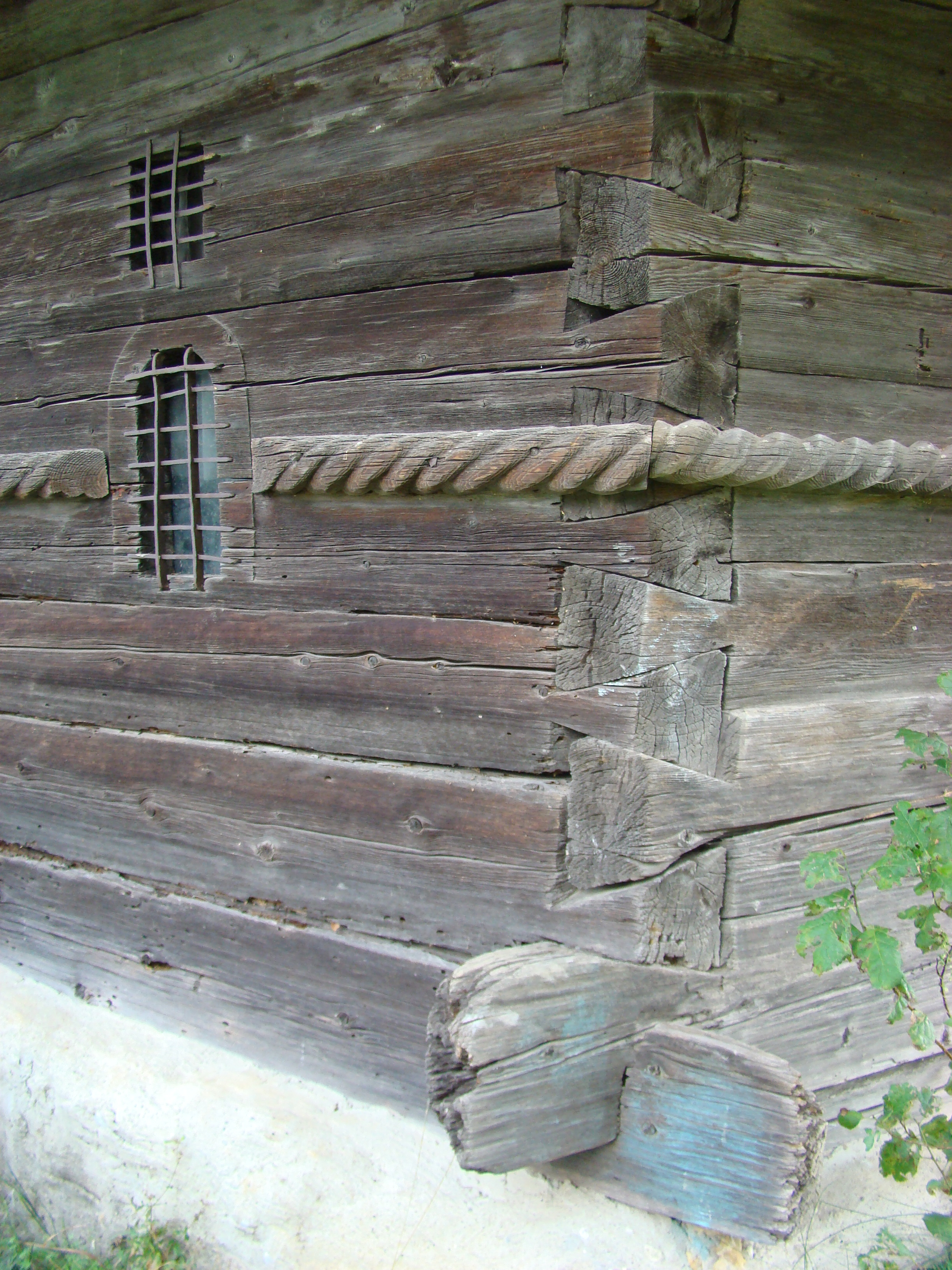
Brâul median, împletit în frânghie, fereastră şi luminator la altar
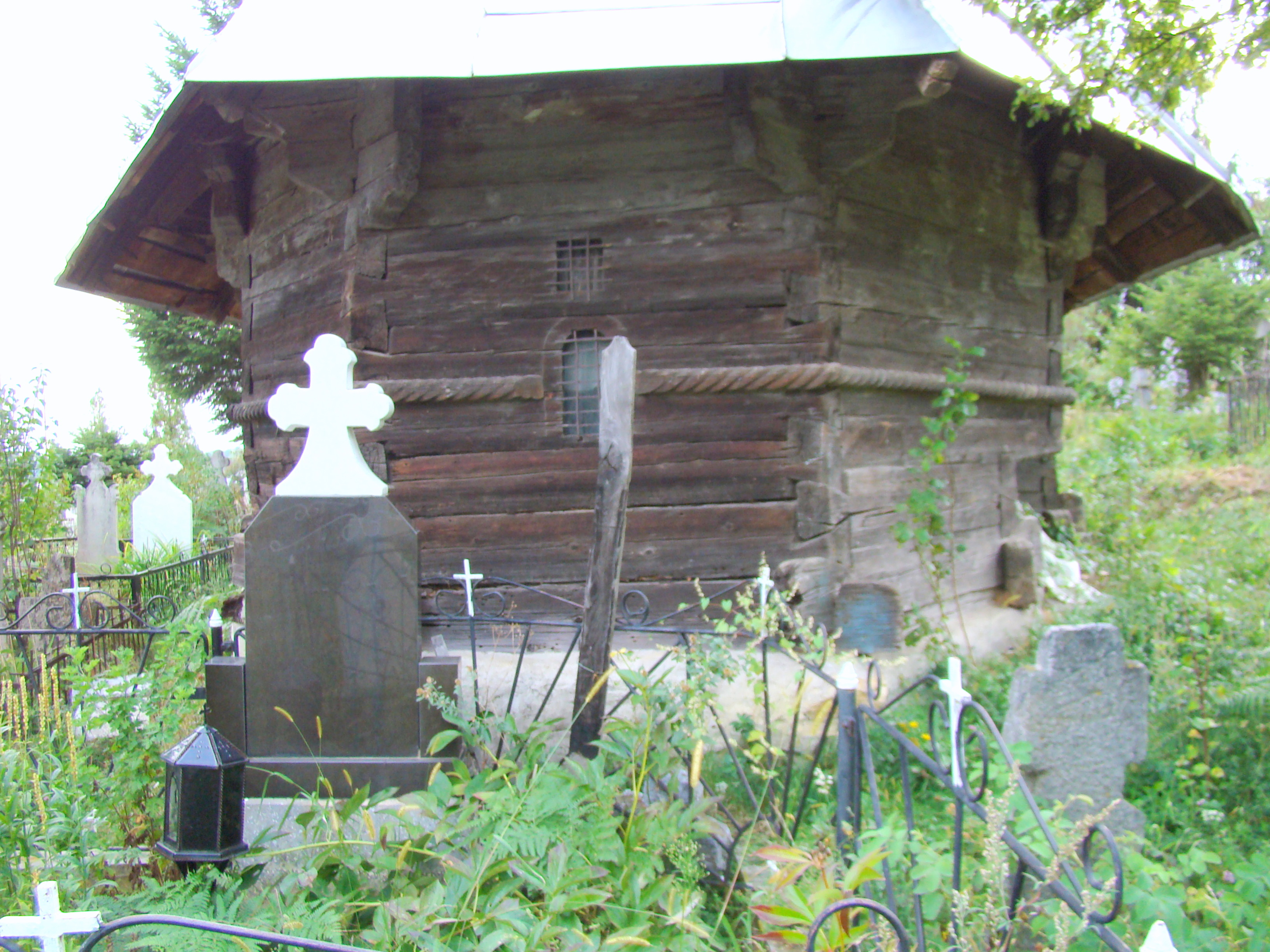
Absida altarului
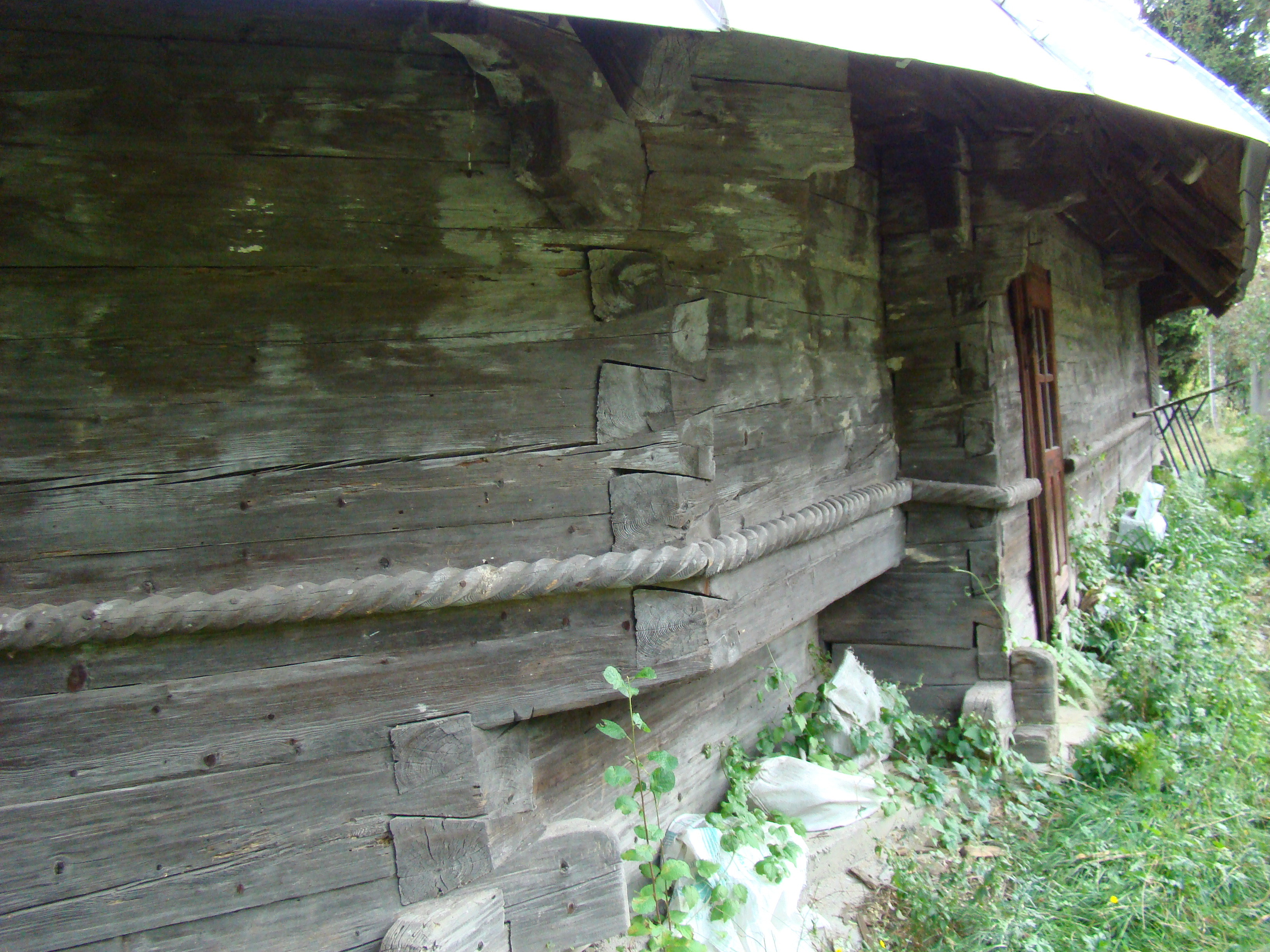
Latura de nord cu brâul median şi decroşul absidei
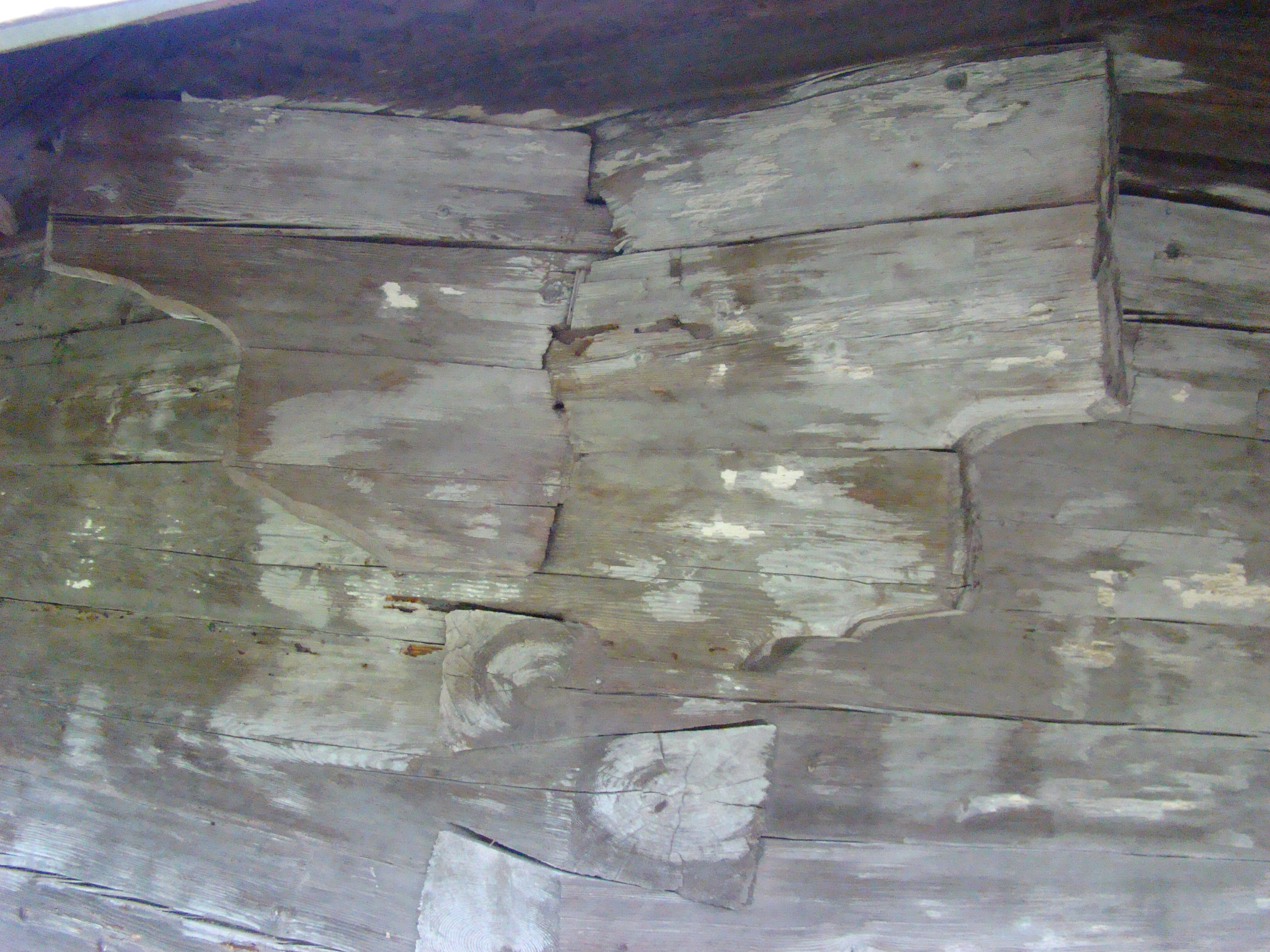
Console
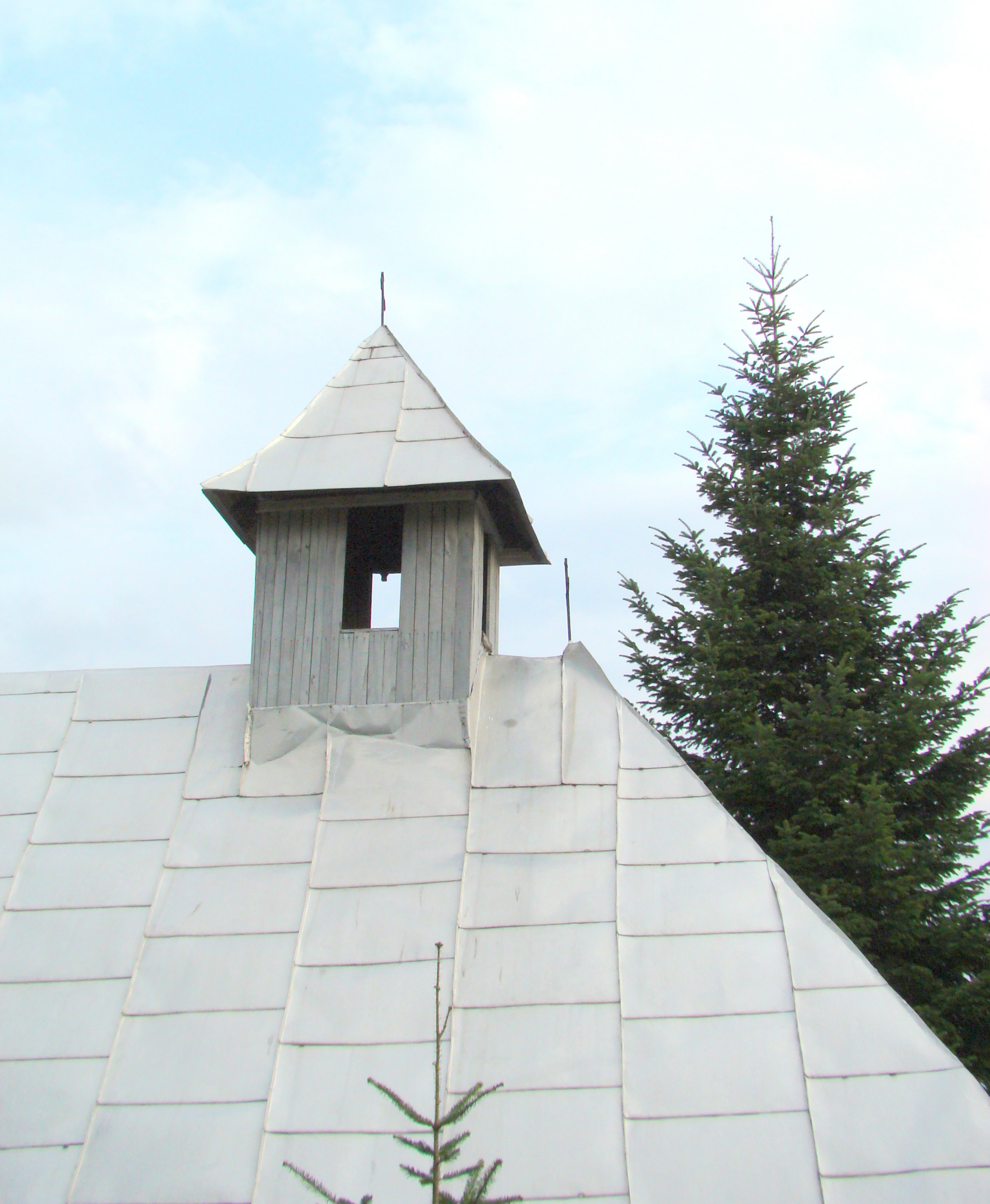
Miniclopotnița
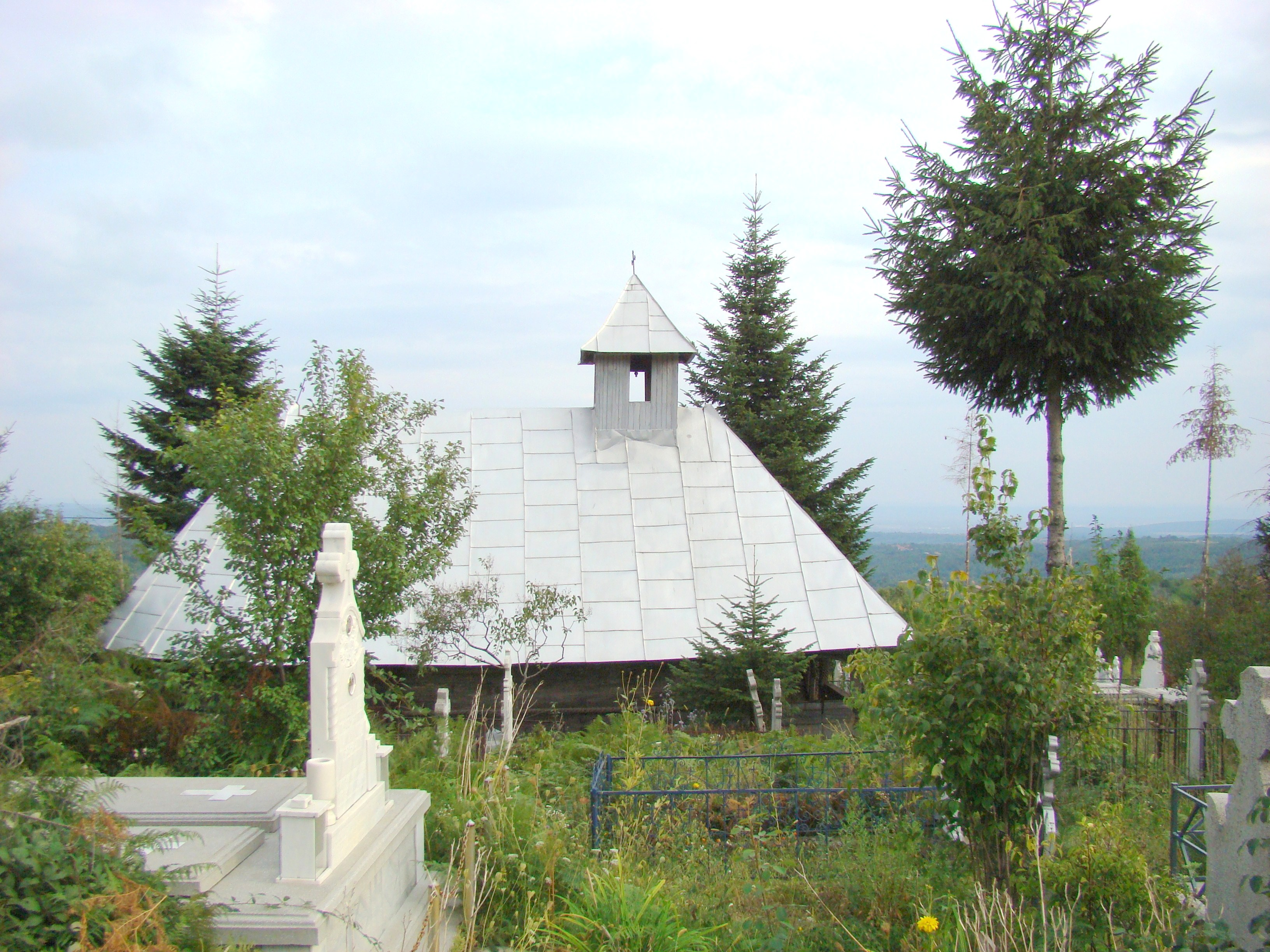
Biserica (nord)
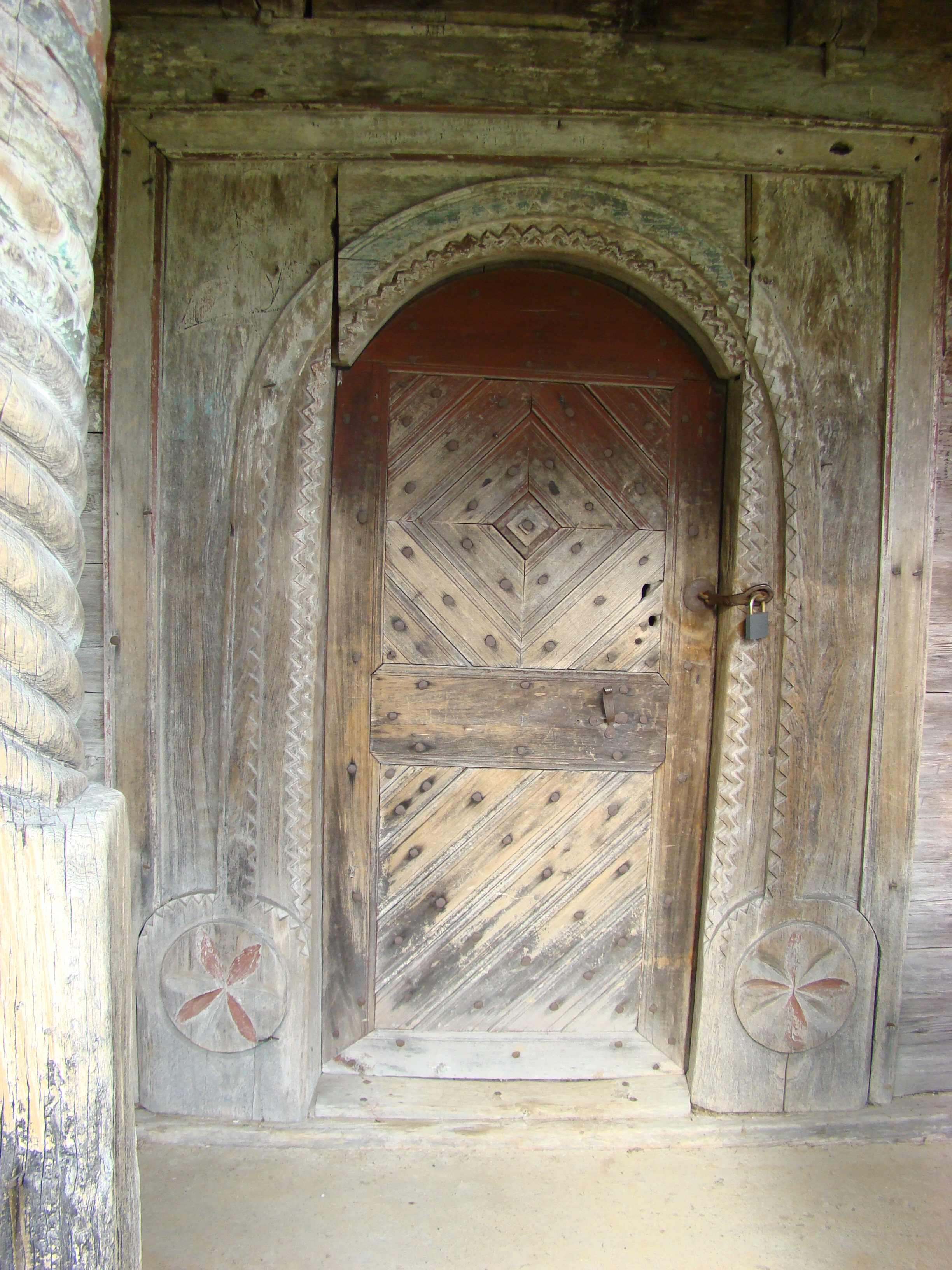
Portalul exterior
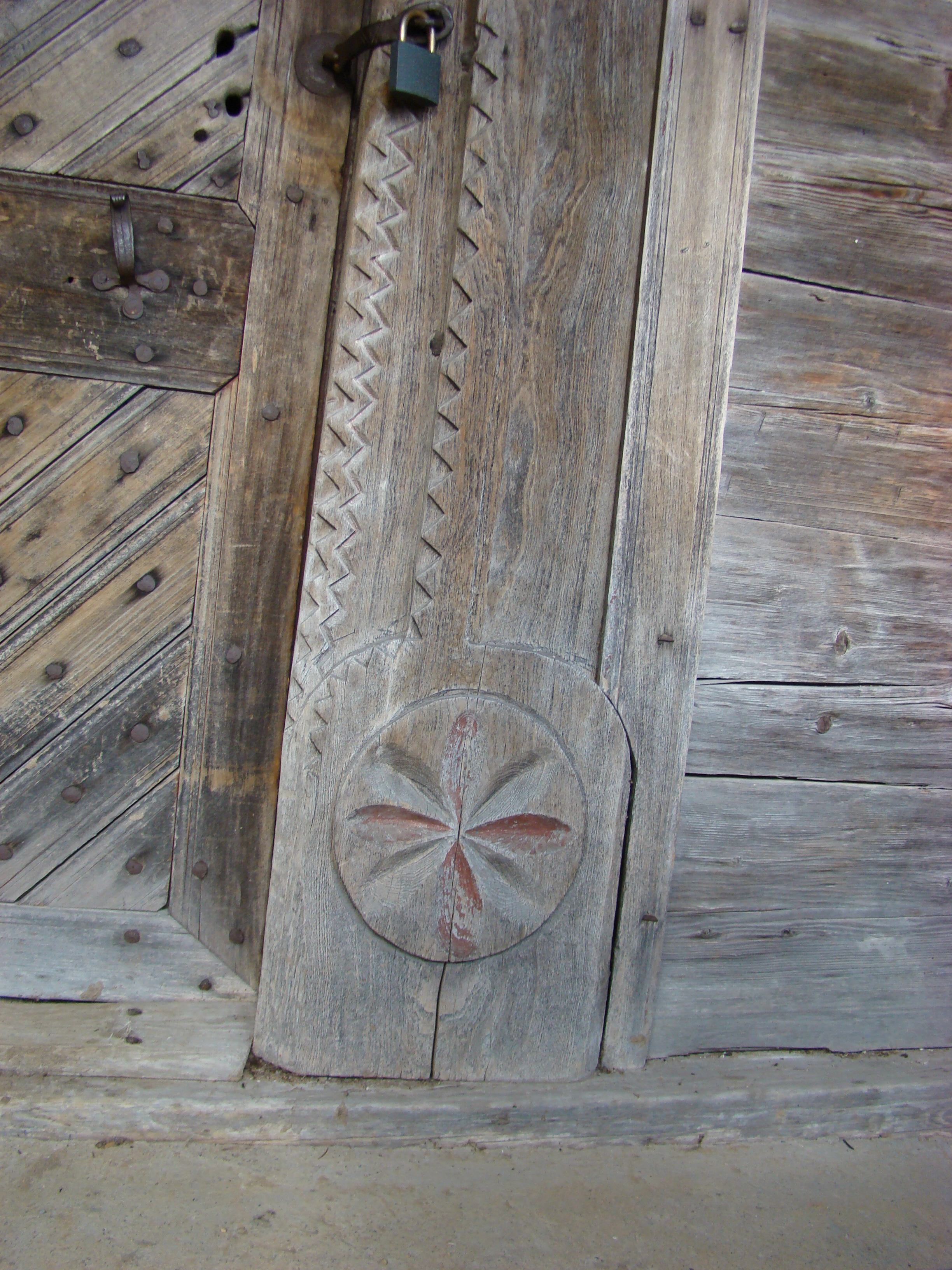
Portalul exterior (detaliu, rozeta de la bază)
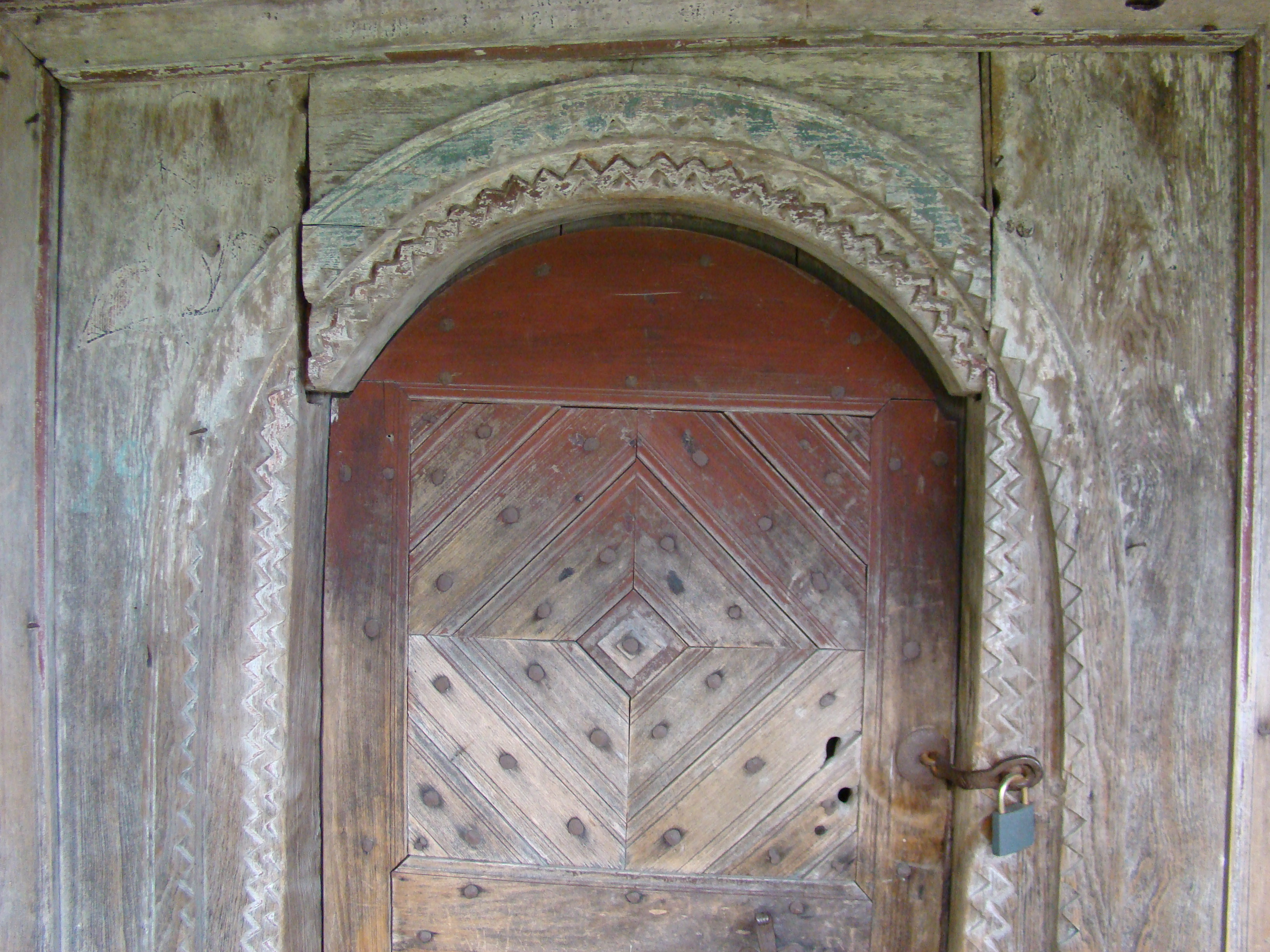
Portalul exterior (partea superioară)
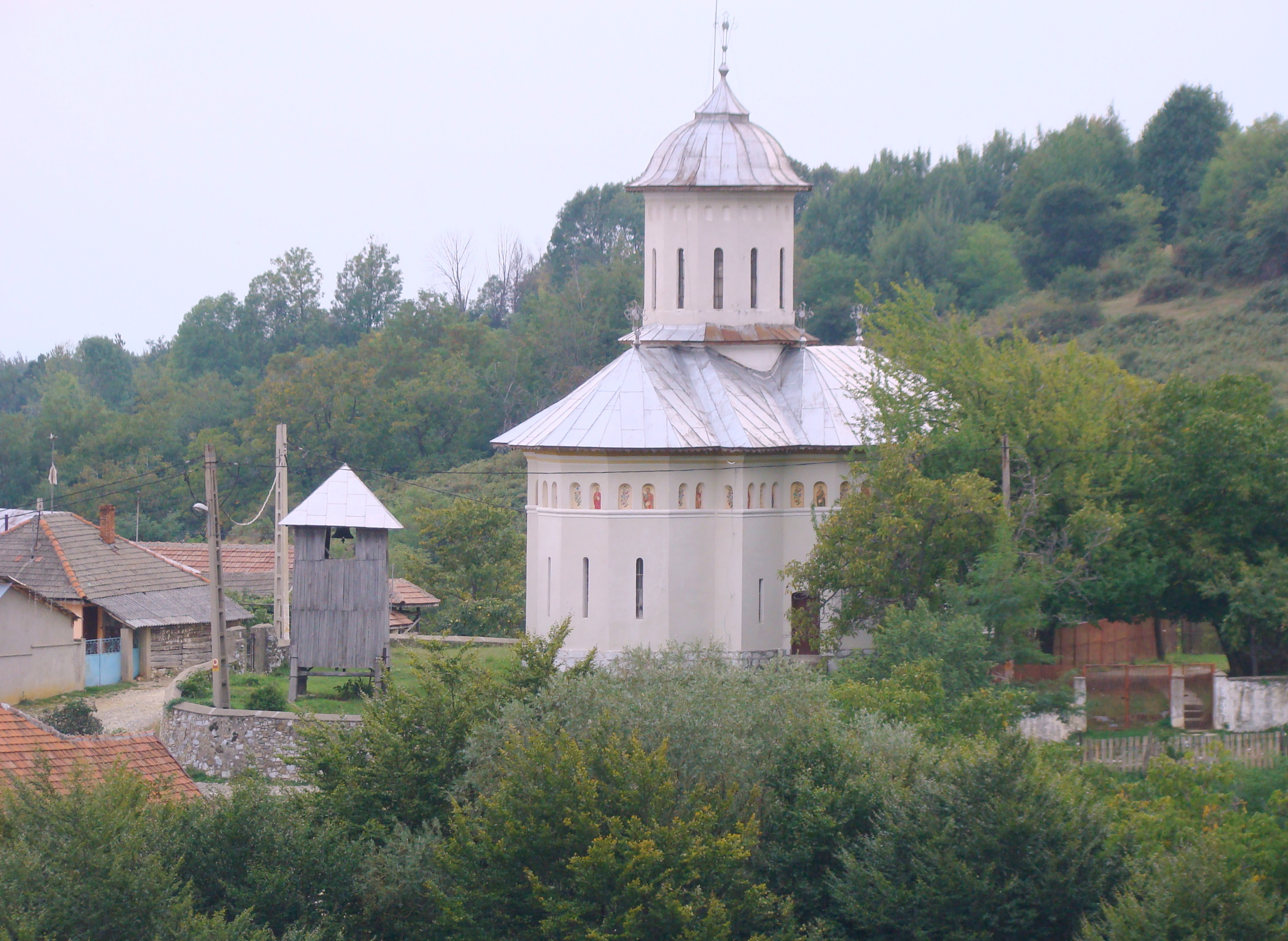
Biserica nouă de zid